# Favorite Son
«Favorite Son» (Hijo favorito) es una canción de la banda de punk Green Day. Fue lanzada como un tema extra en la edición japonesa de American Idiot y en el disco recopilatorio del sello Fat Wreck Chords Rock Against Bush, Vol. 2; así como lado B del sencillo 21 Guns. A su vez, fue incluida en el musical inspirado en  el álbum American Idiot e incluido en la banda sonora del mismo titulada American Idiot: The Original Broadway Cast Recording con una nueva versión interpretada por el elenco. La canción nunca se ha interpretado en vivo.

## Significado
La canción es una crítica hacia George W. Bush, en donde narra que él, como hijo de George H. W. Bush, es bendecido con el nombre de su padre, y que ganó su primera elección, en parte porque la gente pensaba que "su padre estuvo bien, tal vez también lo sea". Pero el "hijo favorito" resultó ser una decepción, "él no es del todo el americano por el que usted pagó". Es una estrella, sonriendo en la pantalla y diciendo discursos, pero lo que está haciendo con su poder es aterrador. Él es el "hijo predilecto", pero "¿no es un arrastre?".
Una de las razones por las que la canción no aparece en el álbum de American Idiot es que fue incluido en el segundo volumen de la serie Rock Against Bush del año 2004.